# Nuit des Longs Couteaux (Royaume-Uni)
Pour les articles homonymes, voir Nuit des Longs Couteaux (homonymie).
Ne doit pas être confondu avec Nuit des Longs Couteaux.

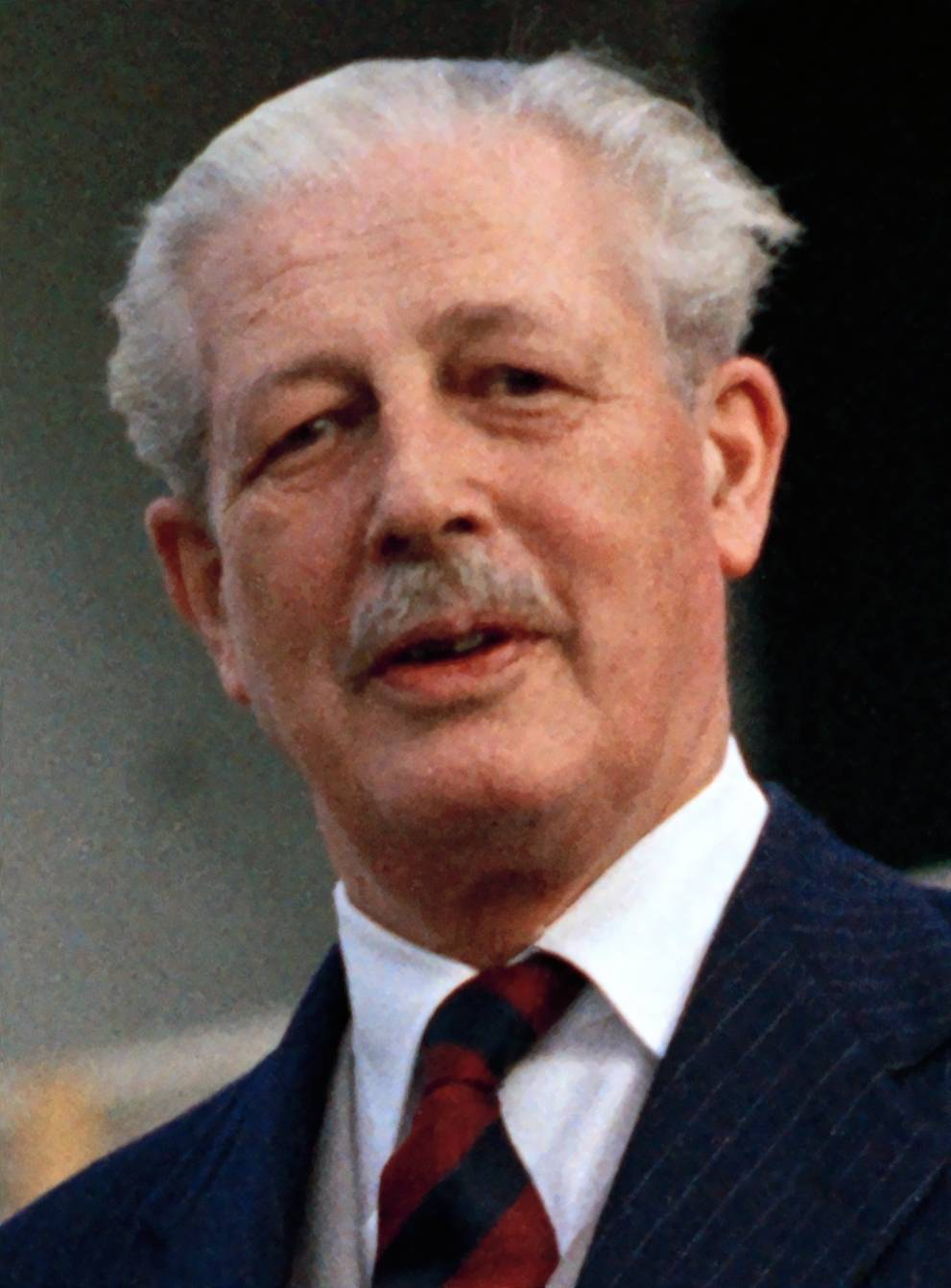
Portrait de Harold Macmillan

La Nuit des Longs Couteaux (Night of the Long Knives) est le terme couramment utilisé pour désigner le remaniement ministériel du 13 juillet 1962 opéré par le Premier ministre britannique Harold Macmillan, qui se sépara de sept membres de son Cabinet, soit un tiers de ses ministres, à la suite de revers électoraux.
La vitesse et l'importance de ce remaniement a conduit à le surnommer ainsi en référence à la Nuit des Longs Couteaux de 1934 en Allemagne nazie, au cours de laquelle Adolf Hitler procède à une violente purge politique.